# Колхозний (Адигея)
Колхозний (рос. Колхозный; адиг. Колхоз, колишня назва — Оболдуєвський) — хутір Гіагінського району Адигеї Росії. Входить до складу Сергіївського сільського поселення.
Населення — 78 осіб (2015 рік).